# Ich Troje
Ich Troje (укр. Їх троє) — польський попгурт. Ich Troje був заснований у 1996 році автором пісень Міхалом Вишневським та композитором Яцеком Лонґвою. З 2000 року Ich Troje є одним з найуспішніших польських гуртів. З червня 2001 року вони продали понад 1,5 мільйона записів. Їхні пісні, як правило, про кохання, зраду та розставання. Вони двічі представляли Польщу на Євробаченні: з піснями «Keine Grenzen — Żadnych granic» у 2003 році та «Follow My Heart» у 2006 році.

## Склад
Колишніми учасницями гурту є Маґдалена Покора (відома як Magda Femme, 1996-2000), Юстина Майковська (2000-2003), Еллі Мюкке (2003) та Аня Вишневська (2003-2010). Після серії прослуховувань, включаючи голосування фанів, у грудні 2010 року норвезька співачка Жанетт Вік була обрана наступною вокалісткою гурту.

## Євробачення 2003
25 січня 2003 року польські телеглядачі шляхом телевізійного голосування обрали гурт Ich Troje, який представлятиме їх на пісенному конкурсі Євробачення 2003. Гурт взяв участь у конкурсі з піснею «Keine Grenzen — Żadnych granic», тримовною піснею, виконаною німецькою, польською та російською мовами. Пісня є драматичною баладою, в якій співаки висловлюють своє бажання бути космонавтами, дивлячись з космосу на Землю. Окрім краси видовища, вони співають про те, що з такої відстані неможливо побачити кордони, прапори та війни. Тема необхідності миру підкреслюється багатомовним текстом пісні, в якому польська мова звучить поряд з мовами двох сусідніх держав, які історично воювали з Польщею. Пісня отримала максимальні 12 балів від Німеччини, але жодного балу від Росії. Пісня посіла 7-ме місце з 26 конкурсних робіт.
Також була записана повністю німецька версія пісні. Ще одна тримовна версія (французька, англійська, есперанто) була записана у 2016 році.

## Євробачення 2006
Для участі в Євробаченні 2006 року до складу гурту був доданий п'ятий учасник — німецький репер O-Jay, учасник німецького танцювального проєкту Євроденс, Real McCoy. На Євробаченні вони представляли гурт Ich Troje за участю Real McCoy, а пісня називалася «Follow My Heart». Пісня посіла 11 місце у півфіналі, не пройшовши до фіналу.

## Дискографія

### Студійні альбоми
| Назва                                                                               | Опис                                                                                              | Пікові позиції | Продажі         | Сертифікації      |
| Назва                                                                               | Опис                                                                                              | POL            | Продажі         | Сертифікації      |
| ----------------------------------------------------------------------------------- | ------------------------------------------------------------------------------------------------- | -------------- | --------------- | ----------------- |
| «Intro»                                                                             | - Випущено: 9 вересня 1996 - Лейбл: Koch International Poland - Формати: CD, цифрове завантаження | —              |                 |                   |
| «ITI CD»                                                                            | - Випущено: 18 вересня 1997 - Лейбл: Koch International Poland - Формати: CD                      | 44             |                 |                   |
| «3»                                                                                 | - Випущено: 24 травня 1999 - Лейбл: Universal Music Poland - Формати: CD                          | —              | - POL: 100,000+ | - POL: Платинова  |
| «Ad.4»                                                                              | - Випущено: 31 травня 2001 - Лейбл: Universal Music Poland - Формати: CD, цифрове завантаження    | 1              | - POL: 500,000+ | - POL: Діамантова |
| «Po piąte... a niech gadają»                                                        | - Випущено: 16 травня 2002 - Лейбл: Universal Music Poland - Формати: CD, цифрове завантаження    | 1              | - POL: 500,000+ | - POL: Діамантова |
| «6-ty ostatni przystanek»                                                           | - Випущено: 21 червня 2004 - Лейбл: Universal Music Poland - Формати: CD, цифрове завантаження    | 2              | - POL: 35,000+  | - POL: Золота     |
| «7 grzechów głównych»                                                               | - Випущено: 18 грудня 2006 - Лейбл: Sony Music Poland - Формати: CD                               | —              |                 |                   |
| «Ósmy obcy pasażer»                                                                 | - Випущено: 15 грудня 2008 - Лейбл: EMI Music Poland - Формати: CD                                | 42             |                 |                   |
| «Pierwiastek z dziewięciu»                                                          | - Випущено: 8 грудня 2017 - Лейбл: Warner Music Poland - Формати: CD                              | 37             |                 |                   |
| «Projekt X»                                                                         | - Випущено: 2022 - Лейбл: Warner Music Poland - Формати: CD                                       |                |                 |                   |
| «—» позначає запис, який не потрапив до чартів або не був виданий на цій території. |                                                                                                   |                |                 |                   |

### Компілятивні альбоми
| Назва                                                                               | Опис                                                                         | Пікові позиції | Продажі        | Сертифікації     |
| Назва                                                                               | Опис                                                                         | POL            | Продажі        | Сертифікації     |
| ----------------------------------------------------------------------------------- | ---------------------------------------------------------------------------- | -------------- | -------------- | ---------------- |
| «The Best Of...»                                                                    | - Випущено: 28 вересня 1999 - Лейбл: Koch International Poland - Формати: CD | —              |                |                  |
| «The Best Of...»                                                                    | - Випущено: 28 квітня 2003 - Лейбл: Universal Music Poland - Формати: CD     | 1              | - POL: 70,000+ | - POL: Платинова |
| «—» позначає запис, який не потрапив до чартів або не був виданий на цій території. |                                                                              |                |                |                  |